# تپه‌اسماعیل
تپه‌اسماعیل، روستایی از توابع بخش کلیائی شهرستان سنقر در استان کرمانشاه ایران است. و کوه هشتاد دراین منطقه جای دارد که بسیار باستانی است و چشمه کانی چایی در آن واقع است.

## جمعیت
این روستا در دهستان کیونات قرار دارد و براساس سرشماری مرکز آمار ایران در سال ۱۳۸۵، جمعیت آن ۱۹۱ نفر (۵۴خانوار) بوده‌است.